# Deutsch-Chinesischer Rechtsstaatsdialog
Der Deutsch-Chinesische Rechtsstaatsdialog ist eine Vereinbarung zwischen der Bundesrepublik Deutschland und der Volksrepublik China. Bundeskanzler Gerhard Schröder schlug im November 1999 bei einem Staatsbesuch in China eine solche Vereinbarung vor, die dann am 30. Juni 2000 zwischen dem Büro für legislative Angelegenheiten beim Staatsrat und dem Bundesministerium der Justiz unterzeichnet wurden. Es fanden jährliche bilaterale Symposien und regelmäßige Arbeitstreffen von Fachdelegationen in den beteiligten Ministerien statt. 

## Symposien
Die Symposien lauteten:
- Rechtsbindung der Verwaltung und Individualrechtsschutz. Peking, 12. und 13. Juni 2000.
- Rechtlicher Rahmen für die unternehmerische Tätigkeit in der Marktwirtschaft – Staatliche Regulierung und Schutz der legitimen Rechte und Interessen der Bürger und der Unternehmen. Berlin, 8. und 9. Oktober 2001.
- Die Rechtsstaatliche Ordnung der Marktwirtschaft – Förderung der Kreditwürdigkeit und der Rechtssicherheit für Bürger und Unternehmen. Peking, 20. und 21. Mai 2002.
- Internetrecht / Recht der Informationstechnologien. Berlin, 10. und 11. November 2003.
- Befugnisse des Staates und Schutz der Bürgerrechte in Notstandssituationen. Peking, Peking, 17. und 18. Mai 2004.
- Die Offenlegung von Regierungs- und Verwaltungsinformationen. Hamburg, 20. und 21. Juni 2005.
- 2. Chinesisch-Deutsches Symposium zum Rechtsstaatsdialog, Mai 2006
- Das am 23. Oktober 2007 in München vorgesehene 3. Chinesisch-Deutsche Symposium zum Oktober 2007 zum Rechtsstaatsdialog wurde von der chinesischen Regierung aus "technischen Gründen" abgesagt. Dies geschah nach Protesten der chinesischen Regierung gegen den Empfang des Dalai Lama bei Bundeskanzlerin Angela Merkel im Bundeskanzleramt am 23. Oktober 2007.
- Das Strafverfahrensrecht im Rechtsstaat (2011)
- Regelungssysteme und Mechanismen zum Schutz von Verbraucherrechten im digitalen Zeitalter (2016)

## Deutsch-chinesisches Rechtsinstitut, ZChR
Weitere Aktivitäten sind Rechtsberatungsprojekte der GTZ und die Errichtung eines deutsch-chinesischen Rechtsinstitutes an einer Universität in Peking, wo juristische Standardliteratur aus dem Deutschen ins Chinesische übersetzt wird. Ein weiteres deutsch-chinesisches Rechtsinstitut besteht an der Nanjing-Universität, das Deutsch-Chinesische Institut für Rechtswissenschaft, welches zusammen mit der Georg-August-Universität Göttingen 1989 gegründet wurde. Das Institut begann die Herausgabe der Zeitschrift für Chinesisches Recht (1994).